# Minuartia confusa
Minuartia confusa là loài thực vật có hoa thuộc họ Cẩm chướng. Loài này được (Boiss.) Maire & Petitm. mô tả khoa học đầu tiên năm 1908.